# Martin Truchseß von Wetzhausen
Martin Truchseß von Wetzhausen (1435 circa – Königsberg, 3 gennaio 1489) è stato il trentaquattresimo Gran maestro dell'Ordine teutonico dal 1477 fino alla sua morte.

## Biografia
Von Wetzhausen proveniva da una famiglia di baroni di Würzburg in Franconia. Molti membri della sua famiglia risiedevano in Prussia e ricoprivano posizioni di rilievo nell'Ordine Teutonico. Nei primi anni della sua carriera, egli fu monaco a Mewe, Strasburgo e Elbing.
Dal 1462 von Wetzhausen divenne avvocato del Gran Maestro Ludwig von Erlichshausen e dal 1476 Komtur di Osterode. Il 4 agosto 1477 il capitolo dell'ordine lo elesse Gran Maestro, malgrado egli avesse giurato "ehe er welde dem Könige von Polen schweren, er welde ehe in seinem Blutte vortrincken", ovvero che non avrebbe mai prestato fedeltà al Re di Polonia e che avrebbe preferito cadere sul suo stesso sangue: i gran maestri erano obbligati a rendere omaggio al Re di Polonia secondo gli accordi della Pace di Toruń.
Von Wetzhausen sostenne l'elezione di Nicolaus von Tüngen come candidato per il Vescovato di Varmia, durante la Guerra dei preti, che aveva iniziato la disputa nel 1467 quando il Re Casimiro IV di Polonia non aveva accettato la sua candidatura. Nel 1478, dopo aver ottenuto altri supporti internazionali dal re Mattia Corvino d'Ungheria, ma nessuno o quasi dalla Prussia, von Wetzhausen invase la Polonia e catturò Culm, Strasburgo e Preußisch Stargard. Le armate polacche, sotto il comando di Jan Biały e di Jan Zieleziński, supportate dalla Prussia dell'Ovest e da Danzica, sconfissero rapidamente l'ordine e chiesero al Gran Maestro di rendere omaggio al Re polacco, fatto che avvenne il 9 ottobre 1479 a Nowe Miasto Korczyn.
Dopo questi fatti, von Wetzhausen si focalizzò nella politica interna dell'ordine e sulla sua problematica situazione finanziaria. Nell'estate del 1488, il Gran Maestro si ammalò gravemente e morì il 3 gennaio dell'anno seguente a Königsberg. Egli venne sepolto nella cattedrale di Königsberg.